# Тупољев АНТ-2
Тупољев АНТ-2, (рус. Туполев АНТ-2), је једномоторни једнокрилни авион на клипно елисни погон потпуно металне конструкције руског произвођача ОКБ 156 Тупољев (Опитни конструкциони биро - Тупољев) намењен експерименту - примена нових материјала у авио конструкцијама. То је први авион А. Н. Тупољева направљен потпуно од легуре алуминијума.

## Пројектовање и развој
Авион АНТ-2 је једномоторини једнокрилни авион код кога је први пут коришћена легура алуминијума кољчугалуминијум (легура: алуминијума, бакра, никла, мангана и магнезијума а назив добила по месту Кољчугинск у коме се налазила фабрика која га је производила.) направљена у Совјетском Савезу 1922. године а по својим особинама врло слична немачком дуралуминијуму. За разлику од авиона АНТ-1 који је био само делимично направљен од легуре алуминијума, захваљујући овладаној технологији производње полупроизвода од ове лезуре (цеви, профили, лимови и заковице) могло се приступити изради авиона потпуно металне конструкције. Комисија за изградњу металних авиона је у мају месецу 1923. године донела одлуку о изградњи експерименталног лаког путничког авиона металне конструкције по шеми једномоторни висококрилац потпуно металне конструкције. На основу тога авион АНТ-2 је замишљен као лаки путнички авион са 2 до 3 путника или као борбени авион извиђач који је уместо путничке кабине имао простор за смештај извиђача са митраљезом који је служио за заштиту авиона од ловаца. Након ове одлуке одмах се приступило изради пројекта и прототипа авиона тако да је већ у мају месецу 1924. године прототип био готов а 26. маја 1924. пилот-инжењер Н. И. Петров је обавио први пробни лет. Тестирање овог авиона је трајало скоро годину дана тако да је завршено у априлу 1925. године. На основу резултата тестирања донета је одлука да се направи серија од 5 авиона АНТ-2

### Технички опис
Авион Тупољев АНТ-2 је висококрилни једнокрилац металне конструкције, са једним клипно елисним ваздухом хлађеним троцилиндричним радијалним мотором Bristol "Lucifer" снаге 100 KS енглеске производње, који је постављен на носу авиона. Мотор има двокраку дрвену елису са фиксним кораком. Авион има фиксни (неувлачећи) стајни трап са два точка постављених на круту осовину. Конструкција трапа је била везана за конструкцију трупа авиона. Трећа ослона тачка је била дрљача која се налази на репу авиона. Труп авиона је променљивог (различитог) попречног пресека, иза мотора па до путничке кабине је троугластог а од почетка путничке кабине до репа авиона делом правоугаоног а делом троугластог. Доњи део трупа је изведен у облику чамца с том разликом што се ка репу труп сужавао. Са леве стране трупа су се налазила врата за улазак путника у кабину, а са обе стране дела трупа у који је смештена путничка кабина налазе се по три велика застакљена прозора, тако да су путници кроз њих несметано могли да посматрају предео који се прелеће. Носећа структура авиона је направљена од цеви и профила направњених од кољчугалуминијума, док је конструкција крила такође била израђена од кољчугалуминијума. Оплата трупа и крила била је од валовитог алуминијумског лима. Пилот је седео у отвореном кокпиту авиона, који се налазио између мотора и крила авиона, заштићен ветробраном од плексигласа. од инструмената авион је био опремљен следећим инструментима: индикатор притиска уља, показивач брзине (обртомер) и дугме за паљење мотора

## Оперативно коришћење
Иако је планирано да се произведе 5 примерака авиона АНТ-2 бис са мотором од 200 KS, због производње авиона АНТ-3 тек је 1930. године произведен 1 примерак овог авиона. Извиђачка верзија АНТ-2 је остала само на пројекту, јер је улогу извиђача преузео авион АНТ-3. Један примерак авиона АНТ-2 је рестауриран и данас се налази у музеју у граду Монино недалеко од Маскве.

## Земље које су користиле овај авион
- СССР